# Влада
Вла́да — здатність і можливість того, хто нею володіє, за  допомогою авторитету, заохочення, або примусу, впливати на дії інших.
Влада — слово, що використовується в українській мові для назви кількох різних, але взаємопов'язаних понять:
1. Право та можливість керувати, розпоряджатися чимось.
2. Політичне панування, політичний устрій.
3. Державна влада (судова, законодавча, виконавча)
4. Військова міць (військова влада)
5. Інша назва можновладців, заради введення в оману. Насправді ж, чиновники (обрані чи призначені) не є безумовною владою, а лише наділені владними повноваженнями, на час виконання службових обов'язків.

Помітно, що найзагальнішим та основним, є найперше визначення, а наступні — його своєрідними відображеннями.
Стаття присвячена розгляду влади, саме як загального поняття.
В найширшому розумінні влада, це здатність впливати на події та явища. В такому широкому значенні вказують не тільки на стосунки між людьми, але й на взаємодію людини з навколишнім світом (кажуть про владу людини над природою) чи навіть природних явищ між собою. Однак перш за все, владу розглядають як соціальну категорію, що стосується взаємин між людьми.
Вчення про владу, про закономірності її походження, діяльності та розвитку, про типи і види влади, її суб'єкти, об'єкти, носії, форми, призначення, завдання, способи здійснення, норми і принципи, сутність й особливість поділу влади, взаємодії влади з іншими галузями життя і влади різного роду між собою, а також із закордонною владою, називається кратологія.

## В англійській мові
Англійське «power» («сила (філософія)») охоплює взаємопов'язані визначення: переконання (прямі, непрямі, підсвідомі), закон, примус, насильство, військова міць, покірність, божества, харизма, авторитет, матеріальні предмети (гроші, майно, харчові продукти), звання, майстерність, делеговані повноваження (наприклад, в демократичному процесі), соціальний вплив, робота групової динаміки (як от зв'язки з громадськістю).

## Етимологіяукраїнського слова «влада»
Згідно з «Етимологічним словником української мови» слово «влада» та похідні (владар, владний тощо) є запозиченням з чеської або польської, яке відоме з 16-17 століть. Власне українськими є форми з повноголосним волод-.

### Етимологія слова в інших мовах
У спеціальній літературі і в мовному досвіді різних народів, склались свої звички слововживання низки термінів, що стосуються феномену влади.
В сербськохорватській мові, українському терміну «влада» відповідає слово Moć, словенській — Moc (ovládanie).
В німецькій мові слово «Macht» одночасно означає «влада» і «сила» і походить, як вказував Е.Канетті, від готського кореня «magen» (vermögen), що значить «мати змогу». Англійське «power» («сила (філософія)») одним зі значень теж має «владу».
Англійське слово power походить від французького pouvoir, яке, своєю чергою, походить від латинських слів potestas і potentia, що означають «здатність» (обидва вони утворені від дієслова potere — «бути здатним»). Для римлян слово potentia означало здатність чи спроможність однієї особи або речі впливати на іншу. Слово potestas, яке мало вужчий політичний сенс, означало особливі можливості, що їх набували люди, спілкуючись і діючи спільно; у наш час (початок XXI ст) ми запозичуємо дещо з цього поняття, коли говоримо, що сила — в гурті. Цицерон установив таке розрізнення: «Potestas in populo, auctoritas in senatu» («Влада — в народу, владні повноваження — в сенату»); слід зазначити, що тлумачення влади, римляни старанно відмежовували від інших понять, як от владні повноваження, примус, сила і насильство.

## Визначення поняття в соціальних науках
Влада є явищем, що пронизує людське суспільство і зачіпає усі сторони людського життя. Через це, поняття влади є дуже важливим в багатьох соціальних науках, перш за все в політології, предметом вивчення якої є владні стосунки між людьми.
Існує дуже багато різних підходів до визначення влади. Така різноманітність пояснюється як складністю та багатоплановістю самого поняття так і неоднозначністю, суб'єктивністю його розуміння. Свідченням останнього, може бути наступний приклад — оскільки в англійські слово power означає не лише владу, але й силу, енергію і навіть електричний струм, то для багатьох англомовних дослідників, цілком природним є розгляд влади саме як сили, дії, поштовху. Наприклад Роберт Даль висуває припущення, що «наші уявлення про основоположні способи оцінювання [влади і] впливу, ґрунтуються на несвідомих поняттях, дуже близьких до тих, на яких ґрунтується визначення сили в механіці». Отож, навряд чи можна стверджувати, що якесь визначення є вичерпним чи об'єктивним, скоріш кожне з них виявляє як певні ознаки влади так і різні точки зору на неї.
Прагнення індивіда до влади - природне, оскільки воно обумовлене людською природою.

### Біхевіористські[3]визначення
Влада є певним типом поведінки, заснованим на можливості зміни поводження інших людей.

### Телеологічні[4]визначення
Влада — це досягнення певної мети, отримання намічених результатів.

### Інструменталістські визначення
Влада як можливість використання певних засобів, зокрема насильства, для досягнення певної мети.

### Структуралістські визначення
Влада визначається як певного роду, особливі взаємини між керівником і підлеглим, у становищі управління, однак ці стосунки є більшою мірою знеособленими. Влада розглядається як безособова властивість будь-якої соціальної системи.

### Влада як вплив
Визначення влади як впливу одних на інших. Така взаємодія описується формулою: влада А над Б, це здатність добиватися того, щоби Б «ніколи не зробив би без впливу А» (Д. Даль).

### Конфліктне визначення
Влада — це позиція панування, пов'язана із здатністю окремих груп і певних осіб, керувати способом розподілення дефіцитних суспільних цінностей, навколо розподілу яких, існує боротьба.

### Вольове визначення
Макс Вебер визначав владу як «імовірність того, що один діяч у суспільних взаєминах… проявить свою власну волю» всупереч опору інших («Economy and society», vol. I, p. 53).

## Види влади
Якщо розглядати підстави, на яких тримається влада в людських суспільствах, то можна вирізнити 2 типи влади.
Влада закону — це реальний вплив усього законодавства країни та норм міжнародного права на життя і долі людей, стан безпеки держави на основі принципу верховенства права, водночас влада і закон з погляду правознавства, завжди є взаємопов'язаними.
Сила у соціальному вимірі — це можливість певних суб'єктів здійснювати вплив на інших осіб, шляхом фізичної і психологічної сили, насильства, життєвої енергії та іншими засобами. З погляду правознавства закон і сила, у вигляді легітимного державного примусу є нероздільні.

## Контроль над владою
Освіченість щодо влади стосується того, як людина сприймає владу, зокрема як вона утворюється та накопичується, а також розуміння структур, які її підтримують, і хто нею керує. Освіта може бути корисною для підвищення загальних знань. У виступі на TED-конференції 2014 року, Ерік Лю зазначав, що «ми не полюбляємо говорити про владу», оскільки «ми вважаємо її лячною» і «якоюсь злою», також вона має «негативну моральну валентність», і стверджував, що повсюдна поширеність відомостей щодо влади, спричинює  накопичення знань, її розуміння та можливість впливу на неї. Джо Л. Кінчело наголошував на «кіберграмотності влади», яка пов’язана з силами що забезпечують виробництво знань, а також створення та передавання сенсу, і стосуються передусім залучення знань, ніж простого «оволодіння» інформацією, і «кіберосвіті» яка зосереджена на перетворюючому продукуванні знань і нових способах її підзвітності.